# Antonio Rossellino

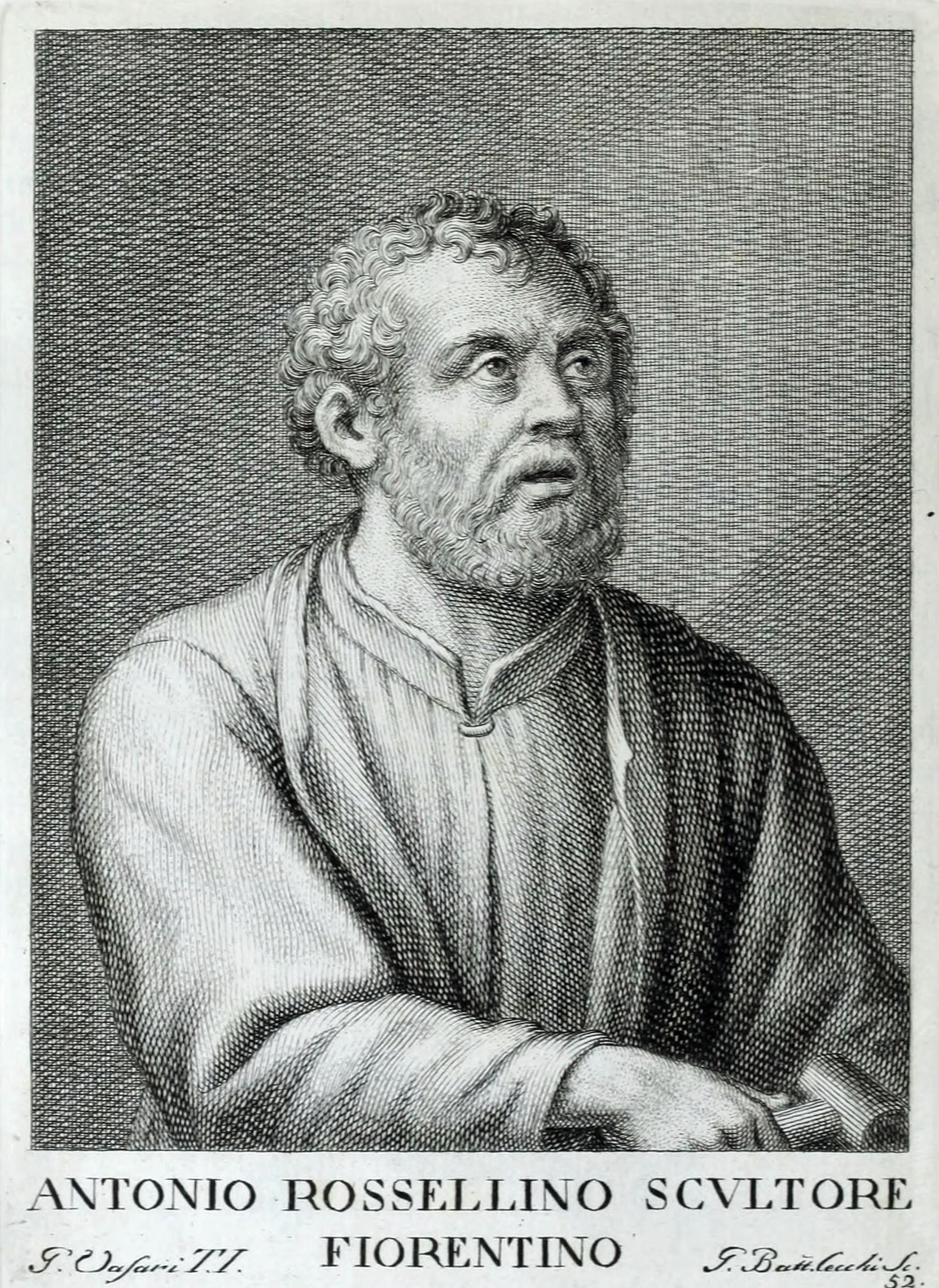
Antonio Rossellino

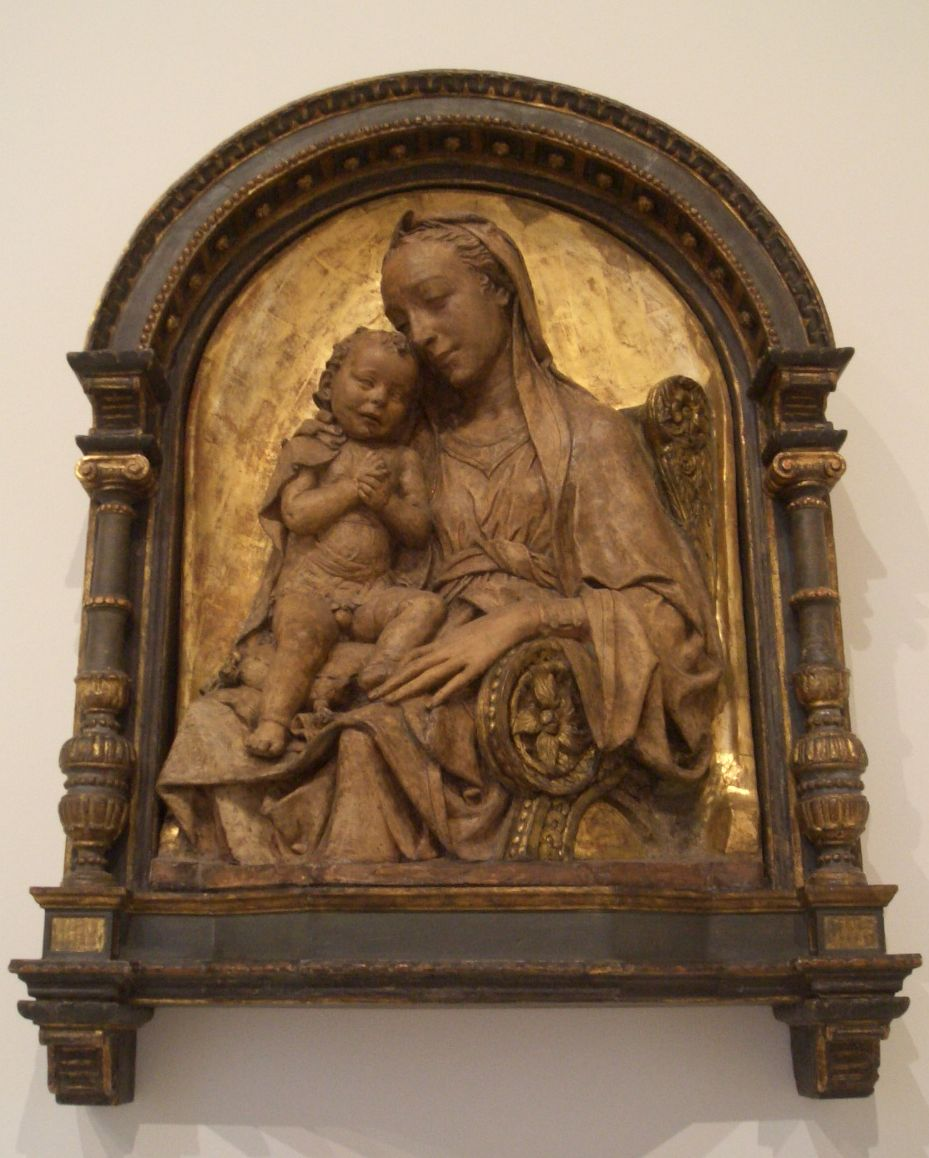
Madonnan med Barnet, altarstycke i terracotta, delvis förgyllt.

Antonio Rossellino, född 1427 i Settignano, död 1479 i Florens, var en italiensk skulptör och arkitekt.

## Biografi
Rossellino var lärjunge till den äldre brodern Bernardo Rossellino och till Desiderio da Settignano. 1457 var han verksam i Empoli och gjorde statyer i marmor för domkyrkan där, som förmodligen är att betrakta som ungdomsverk. 1458–1461 var han verksam i Florens, men gjorde därefter även gravvården över Maria av Aragonien i Neapel. 1473 var Antonio Rossellino verksam i Prato.